# Tåganmälan
Manuell tågklarering, för närvarande i Sverige kallad System M, förr kallad Tåganmälan, tam, är en trafikövervakningsmetod som används/använts i svenska järnvägens säkerhetssystem. Tåganmälan ingick i Banverkets säkerhetsordning SÄO. I Transportstyrelsens Trafikförordning JTF, som började gälla från juni 2009, har begreppet tåganmälan utgått och ersatts av "system M" som bygger på samma metod.

## Princip för tåganmälan
En tåganmälan bygger på att två tågklarerare (en på varje station, på var sin sida av en järnvägssträcka) kommunicerar med varandra för att förhindra att fler än ett tåg samtidigt kör ut på samma sträcka. När tågklarerarna är överens om att sträckan är fri, ställer de manuellt signalerna till kör för nästa tåg. Principen innebär att om felaktig körsignal skall vara möjlig måste flera personer samtidigt begå samma misstag.
Tåganmälan är trots sin ålder, mer än etthundra år, en någorlunda säker metod, men bygger helt och hållet på trafikledares och lokförares engagemang och disciplin. Tåganmälan används därför på senare år bara på mindre trafikerade sträckor och byts även där successivt i den takt kostnaderna tillåts ut mot automatisk kontroll, där tågen automatiskt förhindrar att körsignal ges till den sträcka tåget befinner sig på och där ATC (i förekommande fall) dessutom automatiskt stoppar tåget om det kör mot rött.

## Metod
Endast en tågklarerare per station har rätt att utväxla tåganmälan. Tågklareraren utses vid varje särskilt tillfälle. Om ett tåg, tåg 2, skall köra från A till B sker följande:
1. A kontaktar B, numera vanligen via ett särskilt IT-system, tidigare per telegraf eller telefon. Om B (och A) finner att sträckan är fri från tåg beviljar B "Klart tåg 2 till B". Nu är sträckan reserverad för tåg 2 och inget annat än tåg 2 kommer att få tillstånd att köra ut på sträckan.
2. A ställer körsignal till tåg 2 som lämnar stationen A.
3. A kontaktar B och anmäler "tåg 2 ut" och tidsangivelse.
4. När tåg 2 ankommit till B kontaktar B A och anmäler "tåg 2 in i B" och tidsangivelse.

På detta sätt kontrollerar i samråd de båda tågklarerarna när tåg inträder på, respektive lämnar sträckan, och när sträckan är fri. All tåganmälan (vad som sagts och av vem) antecknas av båda tågklarerarna i det dedikerade IT-systemet. Tågklareraren kontrollerar alltid där att "Klart" erhållits innan körsignal till tåg ges.

## Utveckling
Förr i tiden var tåganmälan det normala säkerhetssystemet i Sverige. Linjeblockering, där automatiska system känner av närvaro av tåg på en sträcka och hindrar andra tåg från att gå in på den, infördes i större skala från 1970-talet och framåt, vilket alltså ersatte tåganmälan.
Banverket införde en moderniserad, datorbaserad version av tåganmälan under 2009 som kallades elektronisk tåganmälan eller e-tam. E-tam används även vid tillämpningen av den nya JTF, "system M". I detta system registreras tåganmälan i systemet och systemet loggar alla utväxlade meddelanden. Tam-boken är således en del av applikationen. På så sätt undviker man risken att utväxlade meddelanden skiljer sig från vad som noteras i tam-boken. Systemet förhindrar även att man exempelvis beviljar klart för ett tåg innan man har registrerat att föregående tåg har kommit in till stationen. Systemet ger även tågklarerarna en grafisk översikt över trafikläget på banan, baserat på registrerade tåganmälningar. E-tam har sedan dess tagits ur bruk då det framkom att vissa säkerhetsbrister fanns. Systemet har ersatts av TAM2014, som i princip fungerar som det gamla pappersbaserade systemet, men ligger på dataskärm. Papper används då datasystemet ligger nere, något som ej var möjligt i E-tam och därmed ledde till sporadiska trafikstopp.

## Utlandet
System motsvarande tåganmälan har i hela världen varit det vanligaste säkerhetssystemet, där personal kommunicerar via telegraf (1800-talet) eller telefon (1900-talet) och kommer överens om vilket tåg som ska gå. Efter hand har automatiska system liksom i Sverige ersatt tåganmälan på viktigare sträckor, men särskilt i mer fattiga länder är tåganmälan fortfarande vanligast.

## Källhänvisningar
1. ↑  Transportstyrelsen Handbok JTF Arkiverad 22 augusti 2010 hämtat från the Wayback Machine.